# (21850) Abshir
(21850) Abshir (1999 TF142) – planetoida z pasa głównego asteroid okrążająca Słońce w ciągu 4,39 lat w średniej odległości od niego 2,68 j.a. Odkryta 7 października 1999 roku.